# Jonathan Chan
Jonathan Chan (Singapore, 10 mei 1997) is een Singaporese schoonspringer. Hij neemt deel aan de Olympische Zomerspelen 2020 na zijn kwalificatie door een overwinning bij de Asian Diving Cup 2019 in Kuala Lumpur. Hij is de eerste Singaporese schoonspringer die zich heeft gekwalificeerd voor de Olympische Spelen. Vanwege zijn Olympische kwalificatie werd Chan genomineerd voor de Straits Times Athlete of the Year-prijs in 2020.
Chan doet vanaf zijn vijfde jaar aan gymnastiek en noemt de lokale turner Hoe Wah Toon als zijn inspiratiebron. Hij is een voormalig student aan de Anglo-Chinese School en is een laatstejaars student architectuur aan de Singapore University of Technology and Design.